# Maorineta gentilis
Maorineta gentilis là một loài nhện trong họ Linyphiidae. Loài này được phát hiện ở Nieuw-Zeeland.